# دانيال تي رودجرز
دانيال تي رودجرز (بالإنجليزية: Daniel T. Rodgers)‏ هو مؤرخ أمريكي، ولد في 1942 في الولايات المتحدة.